# Bodens garnison
Bodens garnison är en armégarnison inom svenska Försvarsmakten som har verkat i olika former sedan Bodens fästning uppfördes åren 1900–1916. Från 2022 består garnisonen av Norrbottens regemente (I 19) och Bodens artilleriregemente (A 8).
Flertalet av de ursprungliga byggnaderna i Boden är förklarade som statliga byggnadsminnen. Bodens garnisonschef tillika Norrbottens regementes chef svarar för utbildning och bevakning av hela Norrland, motsvarande cirka 50 procent av Sveriges yta. Till garnisonen var även förbanden inom Arvidsjaurs garnison i Arvidsjaur knutna. Fram till 1997 förbjöd stora gula skyltar med kraftiga röda ramar utlänningar att vistas i trakterna kring Boden, då större delen av regionen var ett militärt skyddsområde.

## Historik
Åren 1906–1916 uppfördes ett flertal kasernområden i centrala staden. På grund av fortifikatoriska skäl uppfördes samtliga kaserner endast i tre våningar, jämfört med fyra våningar som typritningarna visar och som uppfördes i övriga delar av landet. Arkitekt för samtliga kasernbyggnader är Erik Josephson. Garnisonen har representerats av samtliga truppslag inom armén. Förutom utbildningsregementena samt fästningen fanns garnisonssjukhus, tygstation, intendenturförråd, fortifikationsverkstäder och staber. Garnisonen har en byggmassa som spänner från förläggningar, administrationsbyggnader, verkstäder till enkla förråd, totalt har det uppförts över 1500 byggnader för försvarets räkning inom garnisonen. Det gör den till Sveriges största och intar en särställning inom det svenska försvarets 1900-talshistoria. Fram till sommaren 2005 fanns samtliga truppslag inom armén representerade inom garnisonen. Från den 1 september 2005 utgörs garnisonen av Norrbottens regemente samt Artilleriregementet och från den 1 januari 2020 även av staben för Norra militärregionen.
Namn och benämning på de förband och staber som finns och funnits i staden har reglerats efter anknytning till Bodens fästning. Bodens artilleriregemente, Bodens försvarsområde och Bodens ingenjörkår är de tre förband som hade anknytning till fästningen och fick därmed uppkallas efter staden. Övriga förband var ämnade att försvara länet eller landsdelen, det vill säga Norrbottens län respektive Norrland, vilka då uppkallats efter länet eller landsdelen, till exempel Norrbottens pansarbataljon eller Norrlands signalbataljon.

## Drottninggatan 47
Vid Drottninggatan 47 fanns en byggnad som kallades för Sundströmska gården, till vilken kommendantstaben och försvarsområdesstaben var förlagd till åren 1942–1951. Gården är riven, och på platsen finns bostäder. I grannfastigheten vid Drottninggatan 49 finns garnisonens soldathem Konung Oscar II:s paviljong byggt 1912, tillbyggt 1924-25 och aktivt än idag.

## Hermelinsgatan 45

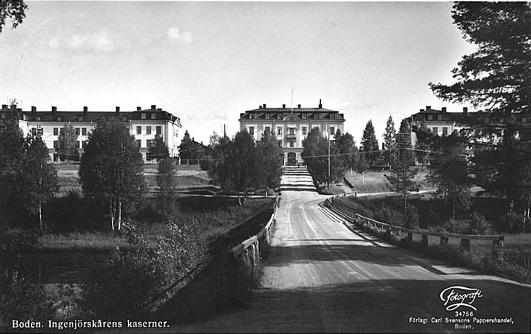
Kasernerna vid Hermelinsgatan sett från Sveavägen.

Kasernetablissemanget uppfördes 1907, och uppfördes efter 1901 års härordning efter Fortifikationens typritningar, men med avsteget att kasernerna endast uppfördes i tre våningar. Kasernområdet uppfördes till Bodens ingenjörskår, vilen flyttade in i kasernerna den 1 augusti 1908. Området kom att gå under smeknamnet Kårbacken, där drygt 70 byggnader uppfördes för ingenjörskåren.
Bodens ingenjörkår (senare Norrlands ingenjörkår) kom sedan att verka vid kasernområdet fram till den 30 juni 2000, då det reducerades till en bataljon, Norrlands ingenjörbataljon. Bataljonsstaben lokaliserades till Norrbottens regemente vid Norrbottensvägen 3. Den 26 augusti 2005 genomfördes avvecklingsceremoni på kårbacken, vilken markerade slutet för ingenjörstrupperna vid Kårbacken. Kvar på Kårbacken är sedan 2006 bland annat lokaler för dykutbildning i Bodens garnison. Sedan 2009 har Väktarskolan utbildningslokaler inom kasernområdet, som även förlagt sitt huvudkontor till det före detta kanslihuset.
Ingenjörkompaniet var under 2005-2006 förlagt i kasern Sappören på Ing 3 området. Hösten 2006 flyttade Ingenjörkompaniet över Bodån till byggnad 41, den södra av de två Skidlöparkasernerna vid Norrbottensvägen 3. Kompaniet upplöstes sommaren 2011.
I slutet av 1950-talet uppfördes hangarer söder kasernetablissemanget. Hangarer uppfördes till Arméns helikopterskola, vilka inledde sin verksamhet den 15 februari 1959. Hangarerna kom att utvecklas till Bodens helikopterflygplats. Till helikopterflygplatsen tillkom 1991 Arméns flygcentrum, vilken 1997 kom att avvecklas. Flygplatsen var i operativ drift fram till 30 juni 2005, då verksamheten avvecklades och omlokaliserades till flygplatsen i Luleå. Helikopterflygplatsen tillsammans med kasernområdet såldes till Bodens kommun sommaren 2006.
Vid kasernetablissemanget finns två minnesstenar resta för Bodens ingenjörregemente, en minnessten för förbandets tid i Boden, samt en minnessten Luleälv-olyckan 1915. I anslutning till kasernetablissemanget finns även en minnessten över Norrbottens arméflygbataljon.

## Intendenturvägen 4
Se Norrbottensvägen 10-18.

## Norrbottensvägen 2
Ett garnisonssjukhus i Boden planerades redan 1904 men öppnades först 1911. Ett epidemisjukhus öppnades 1913. Det rena militärsjukhuset om- och utbyggdes och var från 1924 ett civil-militärt sjukhus delat lasarett med 90 civila och 140 militära vårdplatser. Garnisonssjukhuset leddes först av en fästningsläkare direkt underställd kommendanten. År 1914 tillsattes en direktion med representanter för militären och landstinget. Från 1944 utvecklades sjukhuset till ett centrallasarett med huvudsakligen civila patienter. Verksamheten övertogs helt av landstinget den 1 januari 1957, och fastigheterna såldes 1978 till Norrbottens läns landsting. Länssjukhuset i Boden stängdes i slutet av 1990-talet när Sunderby sjukhus invigdes, och de ursprungliga byggnaderna revs senare.
Vid området finns en minnesplatta för det forna Garnisonssjukhuset.

## Norrbottensvägen 3

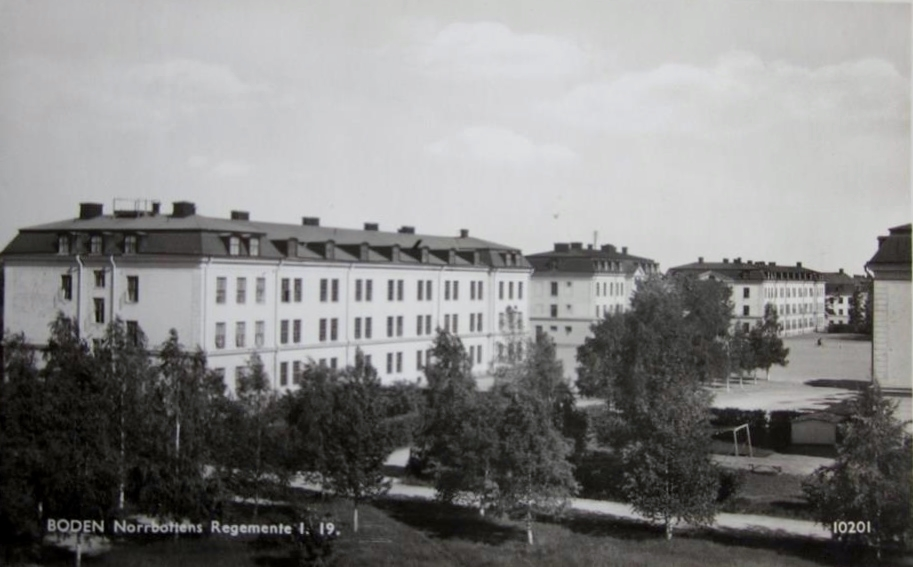
Kaserner med kanslihus vid Norrbottens regemente.

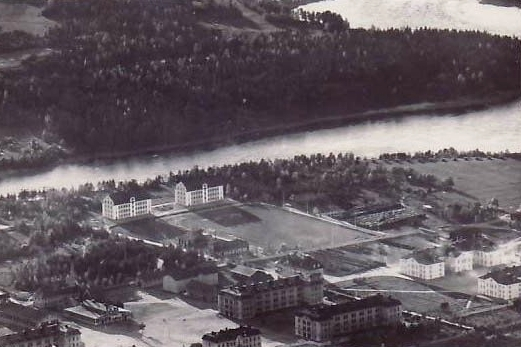
Kasernerna vid Norrbottens regemente samt de numera rivna officersbostäderna.

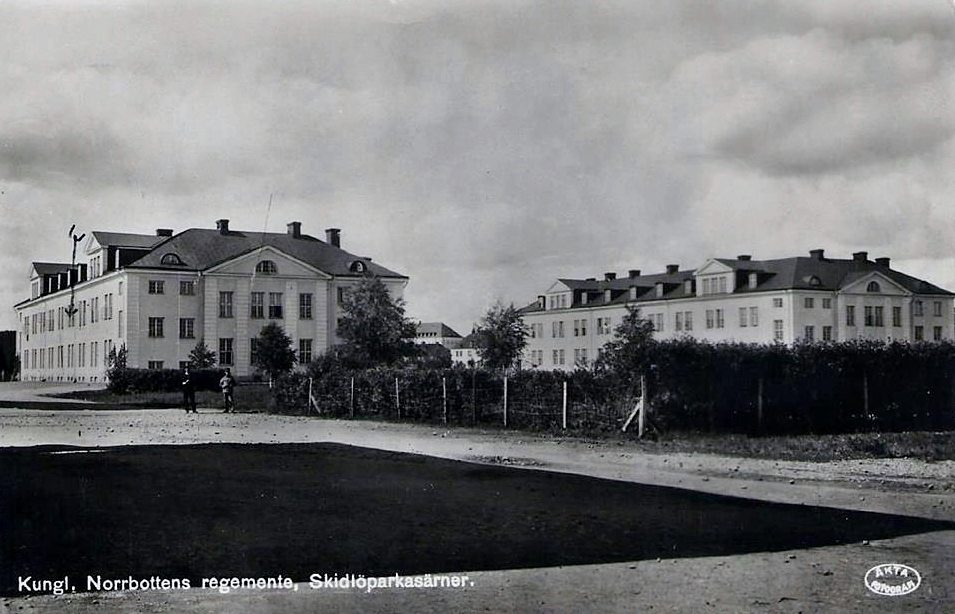
Skidlöparkasernerna vid Norrbottens regemente.

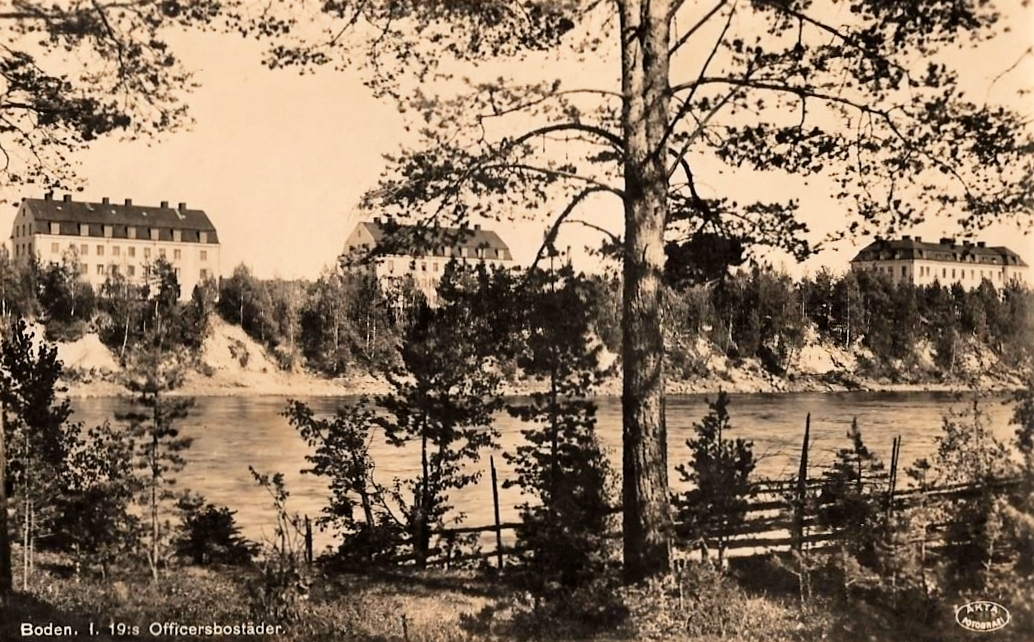
Officersbostäderna, sedda från Luleälven, vid Norrbottens regemente, numera rivna.

Kasernetablissemanget uppfördes 1907, och uppfördes efter 1901 års härordnings byggnadsplan efter Fortifikationens typritningar för infanteriet. Men med avsteget att kasernerna endast uppfördes i tre våningar. Kasernområdet uppfördes till Norrbottens regemente, vilka flyttade in på kasernområdet den 7 oktober 1907. Den 8 april 1916 förlades Skidlöparbataljonen till kasernområdet, och förlades 1918 till de två nyuppförda kaserner. Kasernerna (kasern 5-6) uppkallades efter bataljonen, skidlöparkasernerna. År 1940 omlokaliserades bataljonen till Kiruna, där den 1945 bildade Arméns jägarskola.
Den 1 november 1945 förlades Bodens signalkompani till kasern 1. Den 1 juli 1954 övertog kompaniet kasernområdet på Sveavägen, och bildade Signalbataljonen i Boden (S 3).
Den 1 april 1957 tillkom Norrbottens pansarbataljon, vilka förlades till kasern 2. Bataljonen kom sommaren 1975 att uppgå i Norrbottens regemente, och kvarstod inom kasernområdet. Den 1 maj 1993 tillkom Luleå luftvärnsregemente (Lv 7), vilket omlokaliserades från Luleå, och antog namnet Norrlands luftvärnskår. I samband med att artilleri, pansar, ingenjör, luftvärn och signalförbanden inordnades som utbildningsbataljoner inom Norrbottens regemente. Kom samtliga bataljonsstaber förläggas till Norrbottensvägen 3. År 2005 reducerades Ingenjörbataljonen till ett kompani, till en början var kompaniet förlagt till Hermelinsgatan 45. Hösten 2006 flyttade kompaniet till Norrbottensvägen 3 och förlades till den södra Skidlöparkasernen. Kompaniet upplöstes i juni 2011.
Den 9 januari 2023 eldhärjades kanslihuset, det genom en brand som startade på våning tre och har spred sig uppåt genom taket. Branden uppstod i samband med en renovering av kanslihuset och huvuddelen av inventarierna var vid tillfället magasinerade. Den 6 februari 2024 meddelade Fortifikationsverket att det brandskadade kanslihuset kommer rivas, det då man anser att det inte kan restaureras på ett tillfredsställande sätt. Istället kommer ett nytt kanslihus att uppföras på samma plats och ersätta det 117-åriga kanslihuset, vilket kommer påminna interiört och exteriört om det ursprungliga huset. I oktober 2024 beviljades Fortifikationsverket ett startbesked för återuppbyggnad av kanslihuset. Återuppbyggnaden av kanslihuset kommer påbörjas första kvartalet 2025 för att stå färdigt tredje kvartalet 2026. Det nya kanslihuset kommer vara likt den ursprungliga byggnaden. Bland annat räddades historiska detaljerna under branden och som kommer införlivas i den nya byggnaden, så som vapenskölden ovanför entrén och smidesdetaljer.
Vid kasernetablissemanget finns en minnessten över Norrbottens regementes 350-årsjubileum, en minnessten över avlidna kamrater vid Norrbottens regemente, samt en minnessten över Norrlands luftvärnskår.

## Norrbottensvägen 4-6

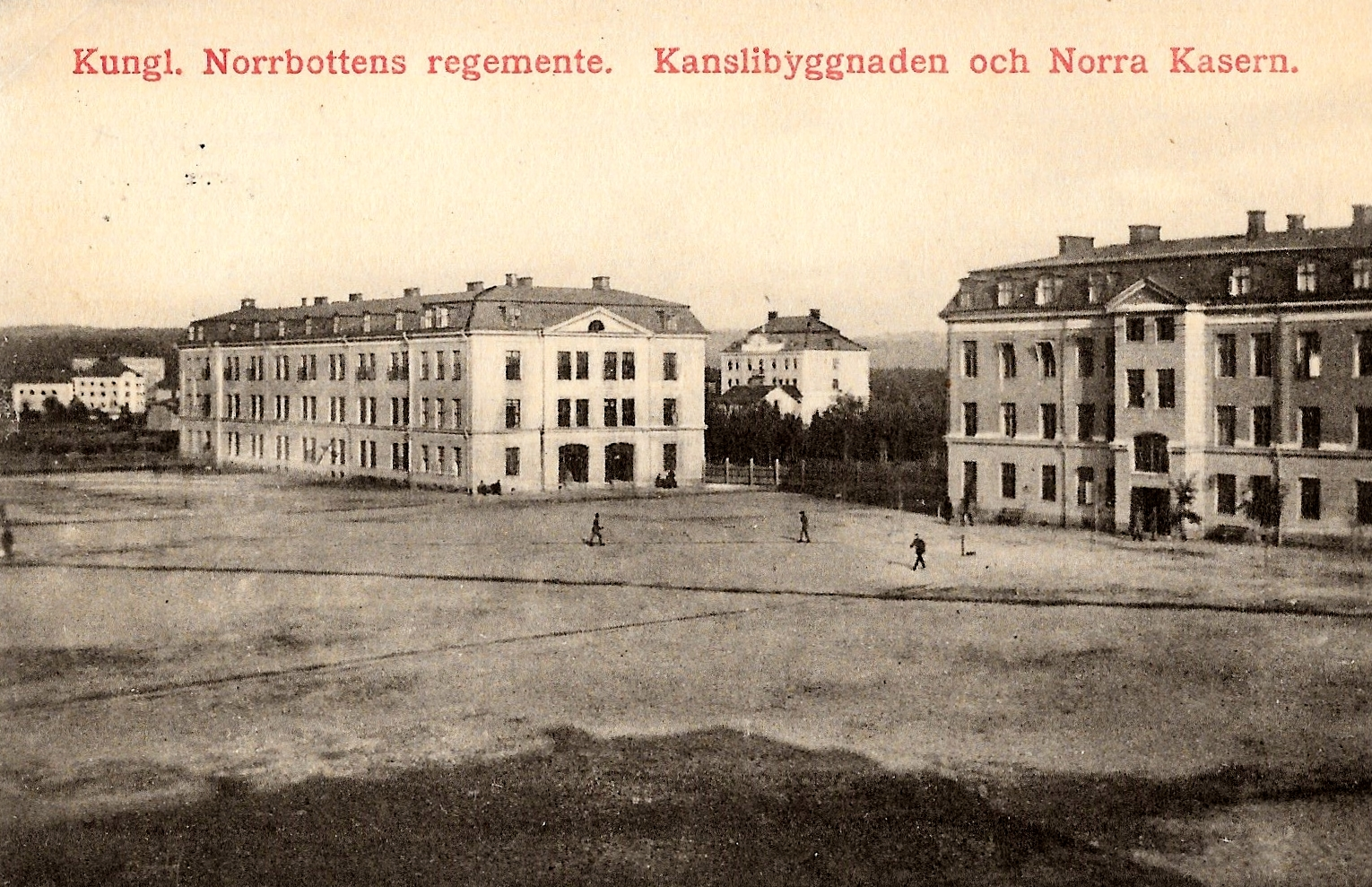
Kommendantbyggnaden mellan Norra kasern och kanslihuset vid Norrbottens regemente.

År 1910 uppfördes en byggnad för kommendanten för Bodens garnison. Byggnadens bottenvåning är konstruerad som en bunker med väggar förstärkta
av 1,2 meter tjock betong. Dörr- och fönsteröppningarna skyddades av kraftiga stålluckor. År 1942 flyttades Kommendantstaben till Sundströmska gården på Drottninggatan 47. Byggnadens två nedersta våningar kom då att byggas om till en kontorsbyggnad. Den övre våningen har allt sedan dess varit bostad till garnisonschefen. Men innehåller även representationsrum med inredning från den tid då Bodens fästning var Sveriges viktigaste försvarsanläggning.
Åren 1953–1966 var staben för Bodens försvarsområde lokaliserade till Kommendantbyggnaden. Åren 1928–2000 var delar av staben för Övre Norrlands militärområde (senare Norra militärområdet) förlagda till Kommendantbyggnaden. Åren 2000–2004 var staben för Norra militärdistriktet förlagda till Kommendantbyggnaden. Efter att försvaret lämnade sydöstra delarna av Boden 2005, kom staben för Norrbottensgruppen att flytta in i byggnaden. I anslutning till Kommendantbyggnaden uppfördes under 1960-talet en ny stabsbyggnad norr om Kommendantbyggnaden. Byggnaden är uppförd i tre sammansatta flyglar.

## Norrbottensvägen 10-18

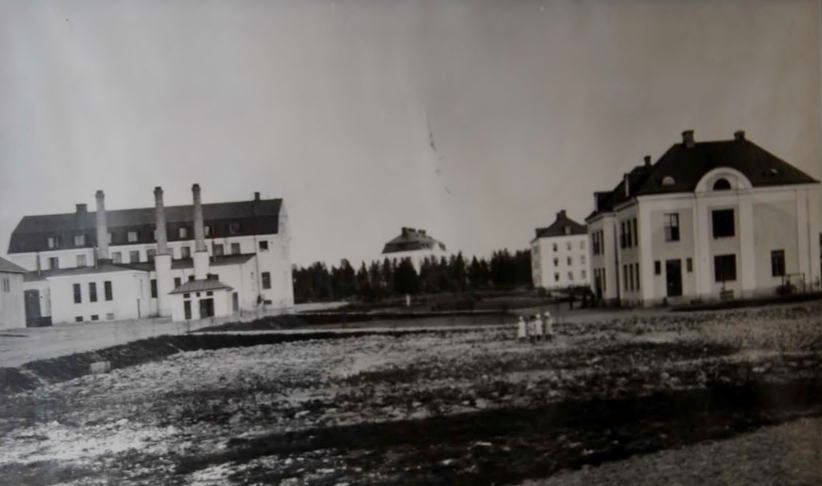
Tredje intendenturkompaniets kaserner

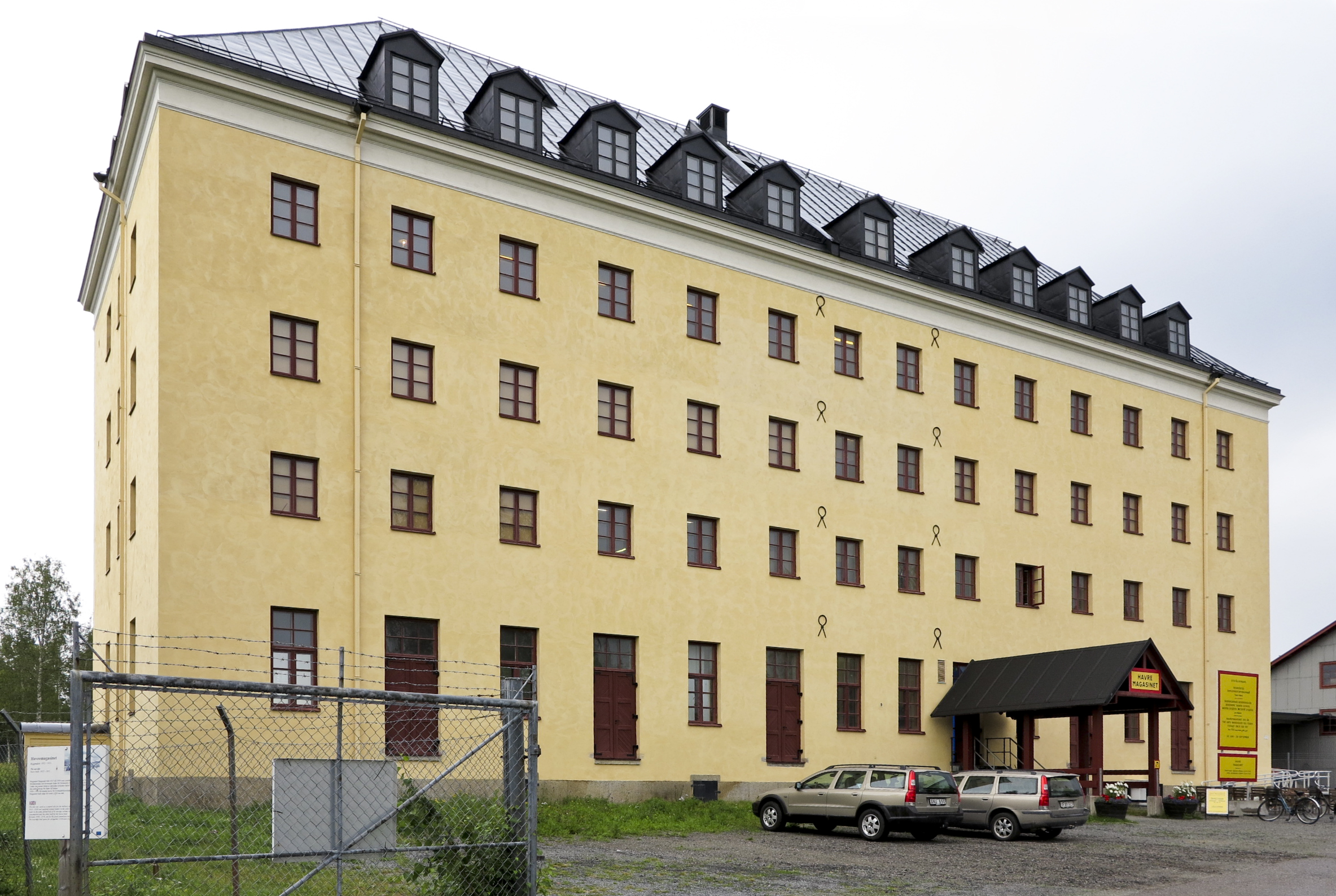
Havremagasinet vid Intendenturvägen

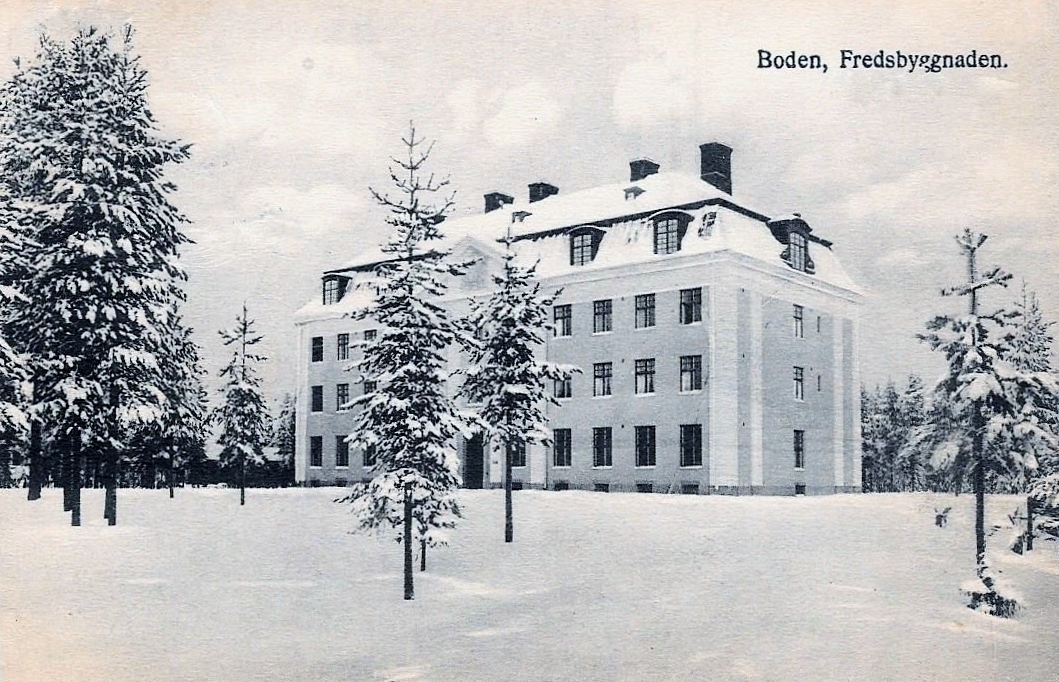
Fortifikationshuset, även kallat Fredsbyggnaden vid Intendenturvägen.

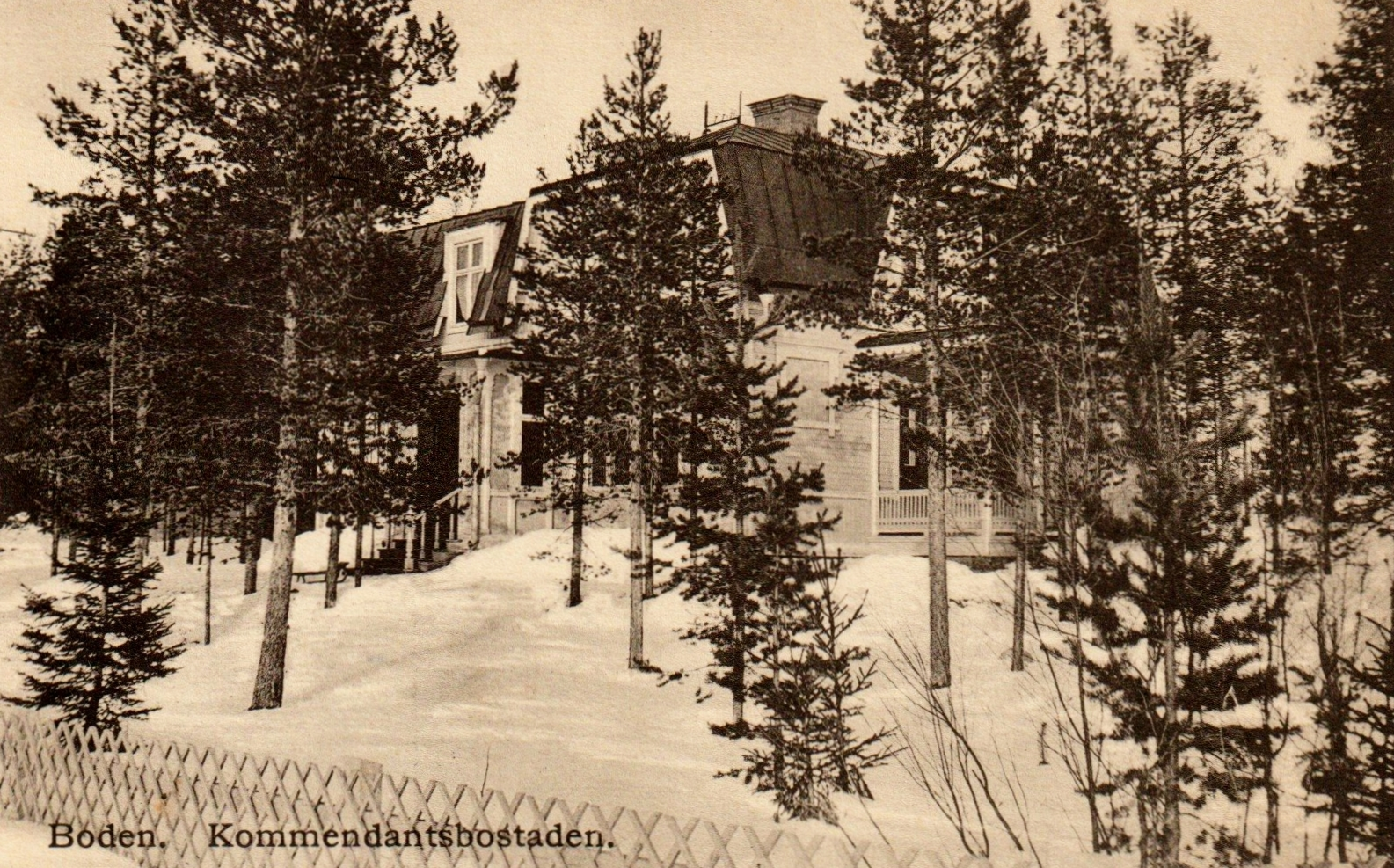
Kommendantbostaden på Intendenturvägen 2.

År 1912 uppfördes ett förläggnings- och förrådsområde för Arméns intendenturförråd i Boden (AIB). Området omfattade bageri, magasin för mjöl, bröd, havre, hö samt persedlar. Till kasernområdet tillkom senare även en kvarn, ett brödsädesmagasin och ett slakteri, och blev det största av sitt slag i Sverige. År 1912 förlades Intendenturskolan till det nyuppförda området. Intendenturskolan kom senare att bli Tredje intendenturkompaniet. Den 31 december 1950 kom intendenturkompaniet att avvecklas. Efter att kompaniet upplöstes 1950, kom dess kasernområde att åren 1951–1952 att husera staben för Bodens försvarsområde (Fo 63). Havremagasinet, höförrådet, bageriet, kvarnen samt viktualiemagasinet är byggnadsminnesförklarade. Inom 
Inom samma ursprungliga fastighet uppfördes ett fortifikationshus, som efter avstyckning av fastigheten ligger på Intendenturvägen 4. Byggnaden uppfördes i samma stil som de kanslihus som uppfördes efter 1901 års härordnings typritningar för infanterietablissemang, vilket tydligt ses genom byggnadens mittfront och vapenprydda tympanon. Byggnaden är uppförd i tre våningar med källare och inredd vind. Fastigheten kom vara kansli för Övre Norrlands militärområdes byggnadskontor (ByÖN), Övre Norra byggnadsområdet (FortF/ÖN) och senare Fortifikationsverket.
Vid området är en minnessten över Arméns intendenturförråd rest. År 2010 öppnades en konsthallen Havremagasinet i det före detta havremagasinet.

## Sveavägen 2

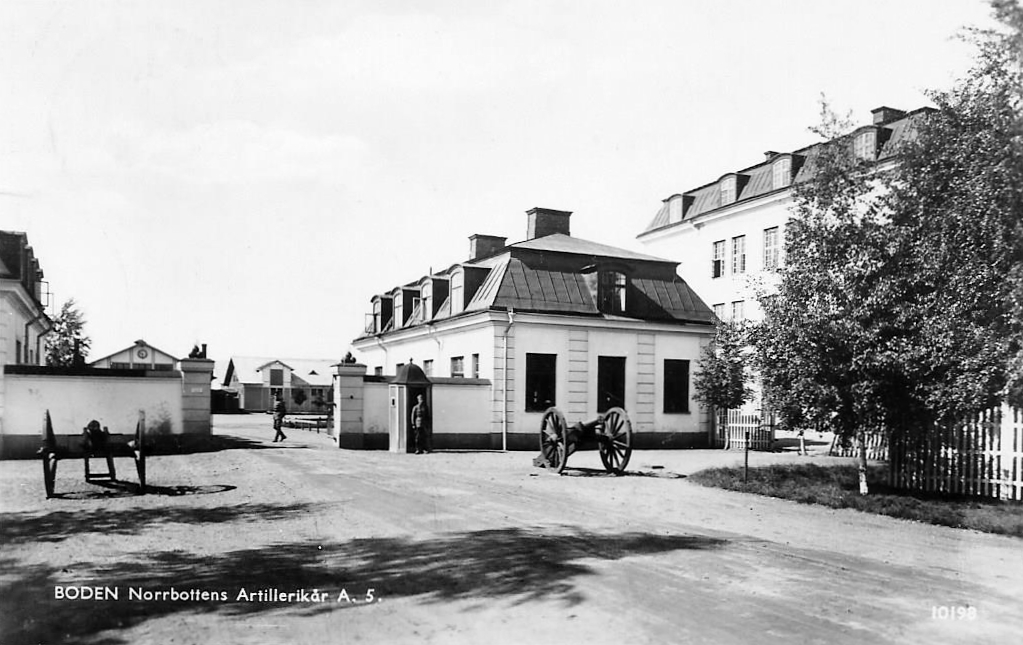
Kasernvakten vid Sveavägen

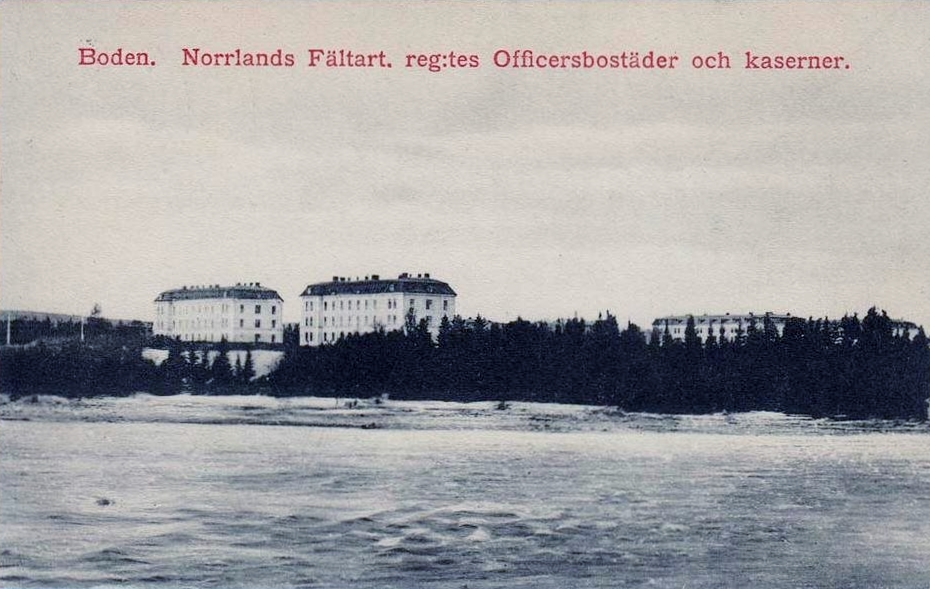
Före detta officersbostäder vid Lule älv stranden, ursprungligen uppförda för artilleriet.

Kasernetablissemanget uppfördes 1910, och uppfördes efter 1901 års härordning efter Fortifikationens typritningar, men med avsteget att kasernerna endast uppfördes i tre våningar. Sydväst om kasernområdet i anslutning till Hedenbron uppfördes två officersbyggnader öster om Hedenbrovägen, och tre officersbyggnader väster om Hedenbrovägen. År 2016 kvarstår endast de två officersbyggnader öster om Hedenbrovägen.
Kasernområdet uppfördes för det planerade Norrbottens kavallerikår, vilken dock aldrig realiserades. Istället kom 3:e divisionen ur Norrlands artilleriregemente (A 4) att förläggas den 1 april 1910 till kasernområdet. Den 3 november 1927 tillkom ytterligare ett förband till kasernområdet, då 3:e skvadronen ur Norrlands dragonregemente (K 4) förlades till den västra kasernen. Den 1 oktober 1938 upplöstes kavalleriskvadronen. I dess ställe övertogs kasernen den 19 juli 1940 av Bodens signalkompani (S 1 B), vilka var förlagda där fram till den 31 oktober 1945, då signalkompaniet istället förlades till 1:a kasernen vid Norrbottensvägen 3.
Artilleridivisionen blev den 1 januari 1928 ett självständigt förband under namnet Norrbottens artillerikår. Efter att signalkompaniet lämnat kasernområdet blev Norrbottens artillerikår ensamt förband på området. Artillerikåren avvecklades den 30 juni 1951, och uppgick som en fältartilleridivision i Bodens artilleriregemente. Dock kvarstod fältartilleridivision vid Sveavägen fram till 1954.
Efter avvecklingen av Norrbottens artillerikår, och artilleridivisionen lämnat området, övertogs kasernområdet den 1 juli 1954 av Signalbataljonen i Boden (S 3). Signalbataljonen kom sedan att verka i olika former på området fram till sommaren 2005. Den 1 september 2005 övertogs kasernområdet av Artilleriregementet (A 9). Åren 1953–1966 var delar av staben för Övre Norrlands militärområde förlagd till kanslihuset. Åren 1955–1975 var staben för Bodens försvarsområde lokaliserade till kanslihuset. Den 1 juli 1975 uppgick staben i Bodens artilleriregemente, och förlades till Åbergsleden.
Vid kasernetablissemanget finns en minnesplatta över Norrbottens artillerikår på kasernvakten, en minnesplatta över Norrbottens artillerikår på en av kasernerna, och en minnessten över Norrlands signalkår.

## Sveavägen 10-12

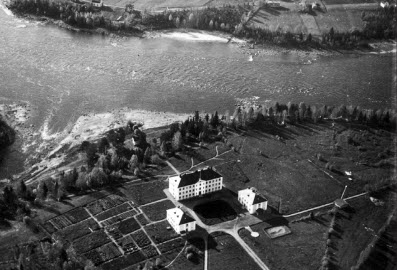
Sveavägen 10

Vid Sveavägen 10 uppfördes tre fastigheter i en öppen fyrkant. Fastigheterna uppfördes som officersbostäder till officerarna vid Bodens ingenjörkår. Vid Sveavägen 12 uppfördes ett stabshus runt 1910. Stabshuset kom bland annat vara kanslihus för Norra Underhållsregementet, FMLOG - Servicedivisionen - Löneenheten.

## Trångforsen

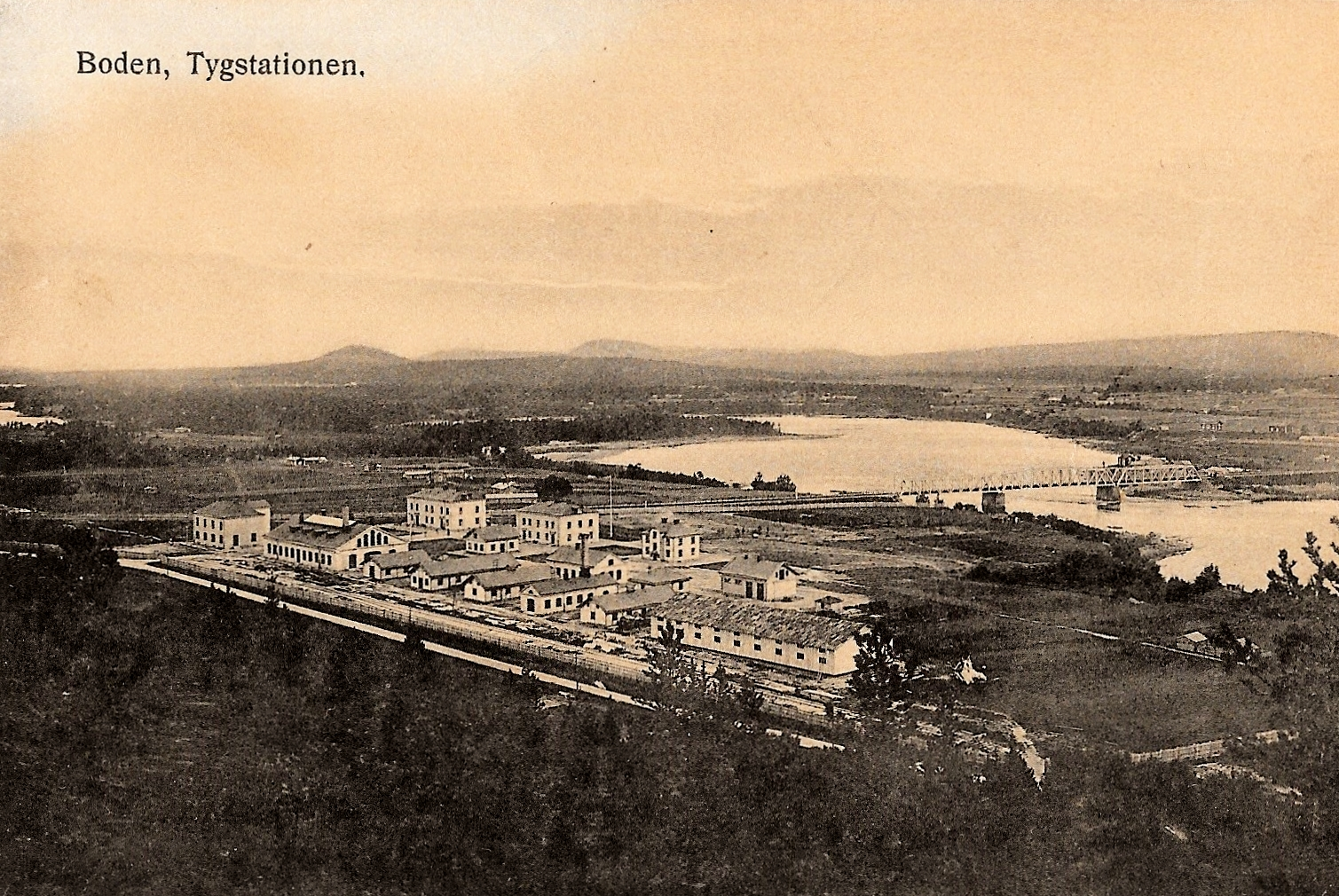
Tygstationen vid Trångforsen

I samband med att ett flertal kasernetablissemang uppfördes i Boden från 1906, beslutades att en tygstation skulle förläggas till staden. Till en början hade tygstationen en provisoriskt anläggning, men kunde 1909 flytta in i sin förläggning. Förläggningen anlades i det området som ligger mellan Norrbottensvägen och Jokkmokksvägen i västra Boden, och uppfördes efter 1901 års härordnings byggnadsprogram och omfattade totalt 30 byggnader. Tygstationen var en av områdets största arbetsplatser, med såväl värnpliktiga som fast anställd militär och civil personal. De uppgifter som ålåg tygstationen var att förvara, vårda, reparera och i viss mån tillverka artilleri- och handeldvapenmaterial för de förband som var stationerade i Bodens fästning. Sedan den 22 mars 2007 är området byggnadsminnesförklarat.

## Åbergsleden

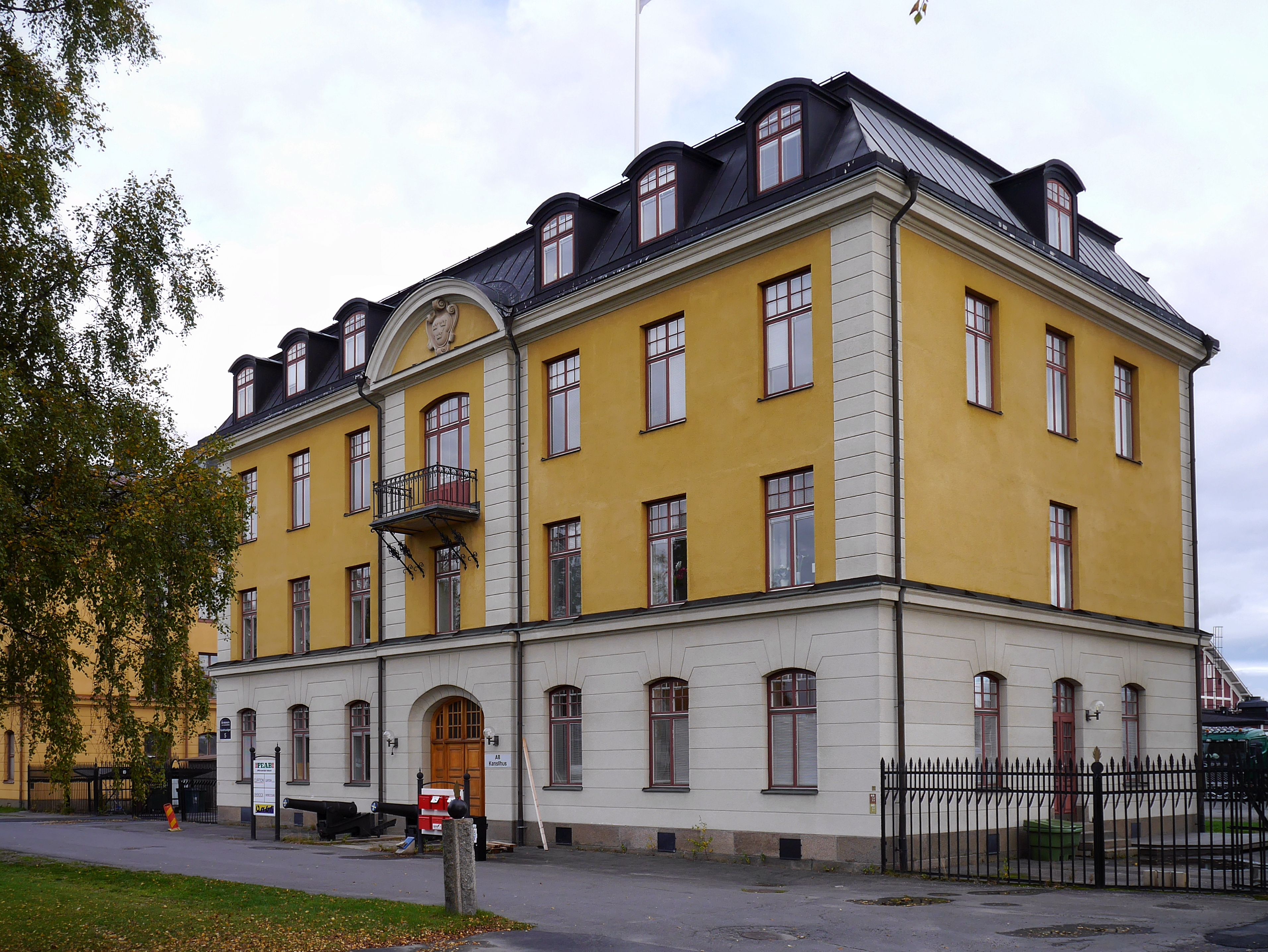
Kanslihuset vid Åbergsleden

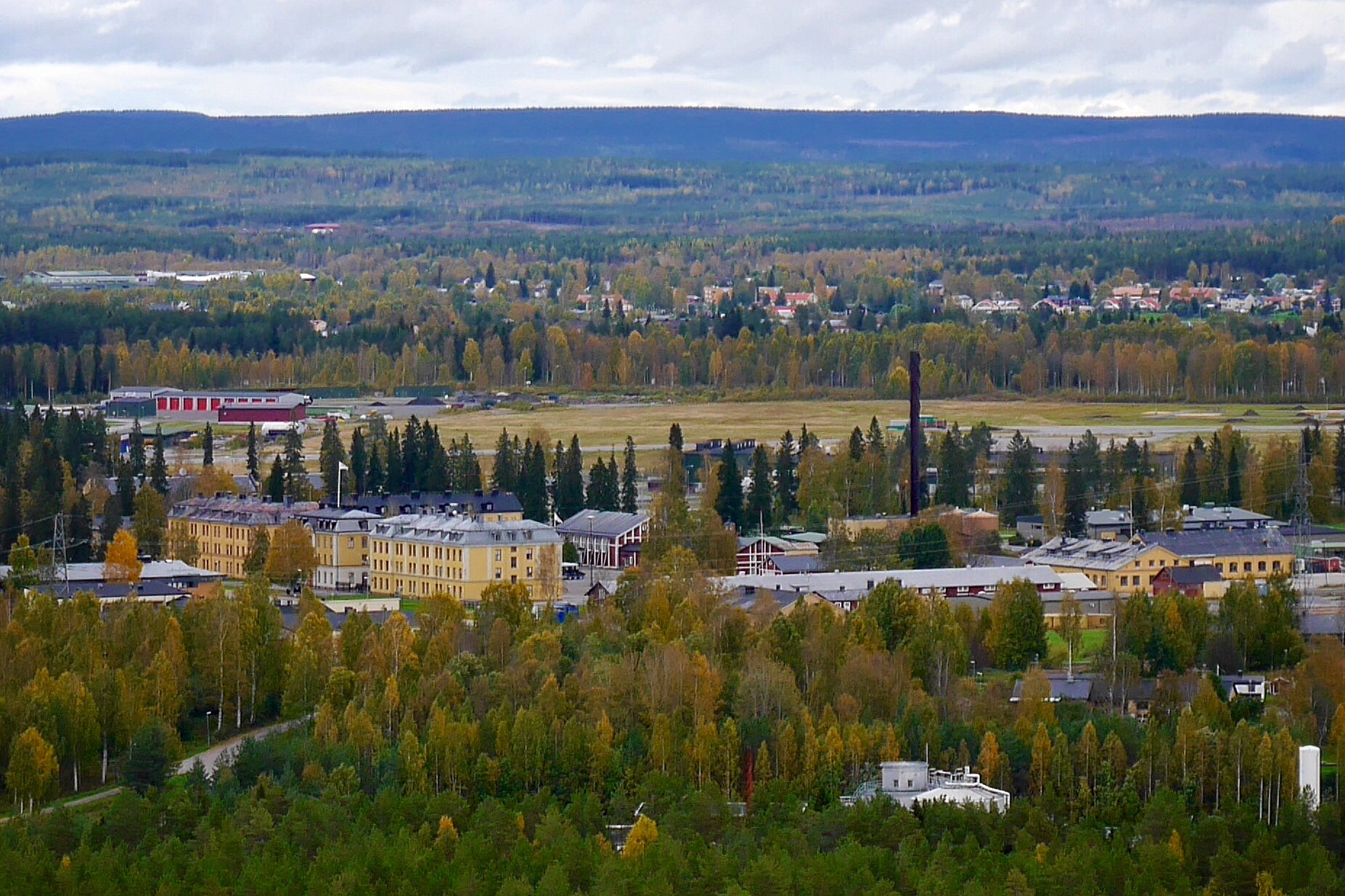
Kasernområdet vid Åbergsleden

### Officersbostäder
Åren 1908, 1909, 1922 och 1940 uppfördes fyra officersbyggnader vid Åbergsleden 4-6, norr om kasernområdet. En av byggnaderna totalförstördes vid en brand den 21 augusti 2015. Då byggnaden var byggnadsminnesförklarad var fastighetsägaren ålagd att uppföra en likadan fastighet på samma plats. År 2016 påbörjades återuppbyggnaden av byggnaden, vilken stod färdig våren 2017, och var i stort sett identisk med den ursprungliga. År 2017 påbörjades uppförandet av en byggnad på Åbergsleden 4, vilken kommer vara identisk med den byggnad som återuppbyggdes på Åbergsleden 6.

### Kasernområdet
Kasernetablissemanget uppfördes åren 1904–1908, och uppfördes efter 1901 års härordning efter Fortifikationens typritningar. Men med avsteget att kasernerna endast uppfördes i tre våningar. Färdigställandet av kasernområdet gjordes i ett flertal etapper. År 1940 färdigställdes en tredje kasern norr i linje med övriga kaserner. Grunden till kasernen hade lagts redan 1919. År 1980 uppfördes nytt kanslihus för försvarsområdesstaben vid Bodens försvarsområde.
Första förbandet som blev förlagda till området var Bodens ingenjörkår (Ing 4), vilka endast tillfälligt förlades den 29 augusti 1904 till kasernen norr om kanslihuset. Den 1 september 1906 bildades Bodens artilleribataljon, vilken var andra bataljonen i Boden-Karlsborgs artilleriregemente (A 8). Bataljonen förlades den 24 oktober 1906 till kasernen söder om kanslihuset. Från 1906 fram till den 7 oktober 1907 var stamskolorna vid Norrbottens regemente förlagda till den norra kasernen. Den 31 juli 1908 lämnade Bodens ingenjörkår kasernområdet, och artilleriet övertog hela området.
År 1919 delades Boden-Karlsborgs artilleriregemente (A 8) i två förband, där ett av dem blev Bodens artilleriregemente (A 8). Bodens artilleriregemente kom sedan att verka vid kasernområdet fram till den 30 juni 2000, då det reducerades till en bataljon, Norrlands artilleribataljon. Bataljonsstaben lokaliserades till Norrbottens regemente vid Norrbottensvägen 3. Kasernbyggnaderna, exklusive kanslihuset, såldes till Vasallen 2002. Kanslihuset kom att användas av FMLOG. Den 20 december 2005 marscherade Norrlands artilleribataljon symboliskt in på sitt nya kasernområde på Sveavägen. Detta i samband med att bataljonen uppgick i Artilleriregementet (A 9), vilket hade från den 31 december 2005 omlokaliserats från Kristinehamn till Sveavägen i Boden. År 2005 påbörjade ett antal intresseorganisationer med stöd av Statens försvarshistoriska museer att uppföra Försvarsmuseum Boden inom delar av kasernområdet. Museet är sedan juni 2006 lokaliserade till den före detta gymnastikhallen samt tredje kasern. Framför kanslihuset är en minnessten rest över regementets tid i Boden. Den 16 augusti 2015 invigdes Buddharama Temple Boden, ett buddhisttempel som flyttat in i 7.e kompaniets gamla kasern. Templet är världens nordligaste buddhisttempel.

## Garnisonschef
Befälet över garnisonen leddes av en kommendant vid kommendantstaben som var förlagd till Kommendantexpeditionen vid Norrbottensvägen 4. År 1942 sammanslogs kommendantstaben med den nybildade försvarsområdesstaben (Fo 63). Den nya staben, som både förde befäl över fästningen, garnisonen och försvarsområdet, omlokaliserades till Drottninggatan 47. Åren 1951–1953 var den förlagd till Norrbottensvägen 10-12. Åren 1953–1966 var staben åter förlagd vid Norrbottensvägen 4. Åren 1966–1975 var staben förlagd till kanslihuset vid Sveavägen 2. År 1975 sammanslogs försvarsområdesstaben med Bodens artilleriregemente och bildade ett försvarsområdesregemente. Försvarsområdesstaben kom med det att omlokaliseras till Åbergsleden, där den samlokaliserades med Bodens artilleriregemente.
Regementet, försvarsområdet och garnisonen leddes av en försvarsområdesbefälhavare, vilken även hade titeln kommendant över Bodens garnison. Försvarsområdesbefälhavaren kom sedan att vara den högsta chefen för garnisonen (ej inkluderat militärbefälhavaren, som förde befäl över militärområdet), fram till den 30 juni 2000. Den 1 juli 1994 avskildes staben från regementet och verkade självständigt fram till den 30 juni 2000. Från den 1 juli 2000 är chefen för Norrbottens regemente tillika garnisonschef.
- 1907–1908: Constantin Fallenius (Tf.)
- 1907–1913: Lars Tingsten (tillträdde 1908)
- 1913–1918: Axel Bergenzaun
- 1918–1927: Vilhelm Rappe
- 1927–1930: Oscar Nygren
- 1930–1933: Pontus Reuterswärd
- 1933–1937: Axel Lagerfelt
- 1937–1940: Folke Högberg
- 1940–1942: Helmer Bratt
- 1942–1945: Gustaf Dyrssen
- 1945–1946: Gösta Ehrenborg (Tf.)
- 1946–1947: Sven Allstrin
- 1947–1951: Fernando Odenrick
- 1951–1951: Hilding Kring
- 1951–1955: Harry Gerlach
- 1955–1958: Gösta Sahlén
- 1958–1961: Carl-Gustaf Linnell
- 1961–1963: Seth Andræ
- 1963–1966: John Alstermark
- 1966–1971: Gustaf Lodin
- 1971–1980: Sven Halvar Skeppstedt (Från 1975 tillika Chef A 8)
- 1980–1983: Reinhold Lahti (Tillika Chef A 8)
- 1983–1992: Thure Wadenholt (Tillika Chef A 8)
- 1993–1999: Göran Honkamaa (Tillika Chef Fo 63)
- 1999–2000: Ulf Nordlander (Tillika Chef Fo 63)
- 2000–2003: Per Lodin (Tillika Chef I 19)
- 2003–2004: Ola Hansson (Tillika Chef I 19)
- 2004–2006: Frank Westman (Tillika Chef I 19)
- 2006–2010: Jan Mörtberg (Tillika Chef I 19)
- 2010–2014: Olof Granander (Tillika Chef I 19)
- 2014–2017: Mikael Frisell (Tillika Chef I 19)
- 2018–20xx: Ulf Siverstedt (Tillika Chef I 19)